# Duplicity
Pour plus de détails, voir Fiche technique et Distribution.
Duplicity, ou Duplicité au Québec, est un film américain écrit et réalisé par Tony Gilroy, sorti le 25 mars 2009.

## Synopsis
Claire Stenwick, ex-agent de la CIA, et Ray Koval, ex-agent du MI6, devenus amants au cours de leurs missions, se sont reconvertis dans l’espionnage industriel par appât du gain. Ray et Claire se font embaucher par deux laboratoires pharmaceutiques concurrents, respectivement par Equikrom (dirigé par Garsik) et par Burket & Rundel (dirigé par Tully) : l’un pour voler la formule d’un produit pharmaceutique qui rapportera une fortune au premier qui la brevettera, l’autre soi-disant pour la protéger. Ils n’avaient cependant pas prévu que Tully les manipulerait à leur insu pour désinformer Garsik. Finalement, la formule qu’ils volent à Burkit et Rundel s’avère être un faux sans valeur, une simple lotion pour la peau, qu’ils ne parviennent pas finalement à négocier auprès d’intermédiaires suisses. C’est l’histoire de l’arroseur arrosé où les deux ex-agents secrets croyant monter une opération complexe de manipulation et de désinformation fondée sur leur expérience du terrain se sont fait prendre à leur propre jeu grâce à une personne infiltrée qu’ils ne soupçonnaient pas.

## Fiche technique
- Titre original : Duplicity
- Titre québécois : Duplicité
- Réalisation : Tony Gilroy
- Scénario : Tony Gilroy
- Chef opérateur : Robert Elswit
- Montage : John Gilroy
- Musique : James Newton Howard
- Producteurs : Laura Bickford, Jennifer Fox, John Gilroy et Kerry Orent
- Production : Relativity Media et Universal Pictures
- Distribution : Universal Pictures
- Pays :  États-Unis
- Durée : 122 minutes
- Sorties : 
  - États-Unis : 20 mars 2009
  - France : 25 mars 2009

## Distribution
- Julia Roberts (VF : Céline Monsarrat, VQ : Marie-Andrée Corneille) : Claire Stenwick
- Clive Owen (VF : Éric Herson-Macarel, VQ : Daniel Picard) : Ray Koval
- Tom Wilkinson (VF : Jean-Yves Chatelais, VQ : Guy Nadon) : Howard Tully, PDG d’une société pharmaceutique
- Paul Giamatti (VF : Guillaume Lebon, VQ : François Sasseville) : Richard « Dick » Garsik, PDG de la société concurrente Equikrom
- Denis O'Hare (VF : Pierre-François Pistorio, VQ : Frédéric Desager) : Duke Monahan
- Kathleen Chalfant (VF : Perrette Pradier) : Pam Fraile
- Thomas McCarthy (VF : Xavier Fagnon, VQ : Patrice Dubois) : Jeff Bauer
- Wayne Duvall (VF : Stéphane Bazin, VQ : Thiéry Dubé) : Ned Guston
- Carrie Preston (VF : Claire Guyot, VQ : Michèle Lituac) : Barbara Bofferd
- Khan Baykal (VF : Alexandre Gillet, VQ : Joël Legendre) : Dinesh Patel
- Christopher Denham (VF : Laurent Sao) : Ronny Partiz
- Oleg Shtefanko (VF : Boris Bergman) : Boris Fetyov
- Ulrich Thomsen (VF : Jürgen Zwingel) : CEO suisse
- Rick Worthy (VF : Hervé Furic, VQ : Patrick Baby) : Dale Raimes

## Autour du film
C’est la deuxième participation commune de Clive Owen et Julia Roberts dans un film après Closer, entre adultes consentants ; Clive Owen avait également déjà joué aux côtés de Paul Giamatti dans Shoot 'Em Up : Que la partie commence (Shoot 'Em Up).